# Dassa-Zoumè
Dassa-Zoumè es una comuna beninesa perteneciente al departamento de Collines.
En 2013 la comuna tenía una población de 112 122 habitantes.
Se ubica en el cruce de las carreteras RNIE2 y RNIE3, unos 30 km al sureste de Savalou.

## Subdivisiones
Comprende los siguientes arrondissements:
- Akofodjoulè
- Dassa I
- Dassa II
- Gbaffo
- Kèrè
- Kpingni
- Lèma
- Paouingnan
- Soclogbo
- Tré